# Sitio de Béjar
El asedio o sitio de Béjar fue una de las primeras batallas de la Independencia de Texas en la que un ejército de voluntarios texanos derrotó con éxito a las fuerzas mexicanas en San Antonio, y que, con la rendición de las fuerzas mexicanas, los rebeldes texanos adquirieron posesión de la Misión de El Álamo en San Antonio.

## Antecedentes
El 2 de octubre de 1835, las tropas mexicanas intentaron destruir un cañón de la ciudad de González. Después de la batalla de González, Texas, las fuerzas de Martín Perfecto de Cos se trasladaron a San Antonio de Béjar, donde recientemente se habían reunido 650 soldados. El 11 de noviembre, las tropas texanas eligieron a Stephen F. Austin como general y comandante en jefe del Ejército de Voluntarios texanos. Al día siguiente, comenzó su avanzada sobre San Antonio de Béjar. 

## Sitio
Las fuerzas de Austin llegaron a las afueras de la localidad de San Antonio y acamparon a lo largo del arroyo del Salado. Una vez que el sitio empezó, ambas partes recibieron refuerzos. Cos recibió alrededor de unos 100 soldados, y Austin también recibió alrededor de 100 voluntarios en virtud de los comandantes texanos Juan Seguín y Jim Bowie. Sam Houston incitó a Austin a esperar la artillería y pasar el tiempo entrenando a los soldados voluntarios. Austin decidió hacer caso omiso a los consejos de Houston y en su lugar procedió a sitiar San Antonio y envío una avanzada de exploración comandada por Bowie y James Fannin para encontrar una posición más cercana a la ciudad. 
El 27 de octubre, Bowie y Fannin se dirigieron a la Misión de Nuestra Señora de la Purísima Concepción de Acuña con 90 hombres. Al día siguiente Cos envió al coronel Domingo Ugartechea para conducir fuera de la ciudad a las fuerzas rebeldes texanas. En el compromiso, conocido como la batalla de Concepción, los rebeldes texanos causaron cerca de 60 bajas a los mexicanos, capturando además un cañón y perdiendo sólo 1 soldado. Austin llegó e instó a un ataque a la ciudad, pero sus oficiales no lo apoyaron en su idea. El asedio continuó, y pronto llegaron refuerzos texanos gracias a Thomas Jefferson Rusk, con lo que el ejército tejano sumó a 600. Cos recibió algunos refuerzos, con lo que logró juntar a unos 700 soldados, cosa que desalentaba una acción directa en contra de la ciudad.

## Consulta de gobierno
Sam Houston llegó a San Felipe y esperó para reunirse a la reunión de la Consulta de gobierno texano, pero dado que muchos de los miembros estaban combatiendo en el sitio de Béjar, en su lugar se dirigió con su ejército rebelde fuera de San Antonio. Cuando llegó Houston al campamento, Austin le ofreció el mando del ejército, pero Houston declinó la oferta y siguió adelante para reunirse con los miembros de la Consulta de gobierno. Los miembros del ejército se dirigieron a la reunión (con la excepción de Stephen F. Austin y William B. Travis) y regresó a San Felipe. Allí los delegados acordaron supuestamente luchar para defender la Constitución Federal de los Estados Unidos Mexicanos de 1824 en vez de la Independencia de Texas. 
Houston fue nombrado general en jefe de todas las fuerzas de Texas, a excepción de los combates en los alrededores de San Antonio, y Stephen Austin fue enviado a viajar a los Estados Unidos para obtener apoyo a su causa. Edward Burleson, que habían estado trabajando como segundo de Austin, fue elegido como General de División y comandante en jefe del Ejército de Voluntarios, en sustitución de Austin.

## Batalla
El general Burleson asumió el mando el 24 de noviembre, y dos días más tarde Erastus "Deaf" Smith informó de la caballería mexicana acercándose a la ciudad que escoltaba un suministro de trenes que supuestamente transportaban la nómina de las tropas mexicanas en San Antonio. Burleson ordenó a la caballería que cortara el envío, los texanos causaron cerca de 50 heridos o muertos y los mexicanos se retiraron. Este combate llegó a ser conocido como la "Batalla del Pasto", porque el vagón de tren solo llevaba alimentación animal. 
La moral texana comenzó a bajar con la llegada del invierno que se acercaba y los suministros que comenzaban a agotarse. Burleson estaba pues, considerando retirar sus tropas durante invierno. En un consejo de guerra, el consejo anuló la decisión de retirarse, y el ejército al final se quedó. 
Pero informes de un soldado mexicano capturado y reportes de texanos que se encontraban presos y que lograron escapar, Burleson alertó de que la moral mexicana se encontraba muy por los suelos. Burleson ordenó un ataque de dos columnas. Una columna al mando de Benjamin Milam, y el otro fue llevado a cabo por las fuerzas de coronel Francis W. Johnson. El 5 de diciembre, Milam y Johnson lanzaron un ataque sorpresa y se apoderaron de dos casas en la Plaza Militar. Los texanos no estuvieron en condiciones de avanzar más, pero las casas fueron fortificadas y permanecieron allí durante la noche, cavando trincheras y destruyendo los edificios cercanos. 
El 7 de diciembre, el ataque continuó, cuando las fuerzas de Milam capturaron otro lugar de la ciudad. Sin embargo, Milam murió mientras lideraba el ataque. Posteriormente, el coronel Johnson tomó el mando de ambas columnas, continuando los combates callejeros, que condujeron gradualmente a una retirada mexicana. Cos se retiró en El Álamo, acompañado por el coronel Ugartechea y de 600 refuerzos, pero ya era demasiado tarde.

## Rendición
Después de cinco días de lucha y de que las autoridades diesen inspección casa por casa, Cos envió una bandera blanca de rendición al general Burleson el 9 de diciembre. Burleson y Cos celebraron una larga reunión discutiendo los términos de entrega, y finalmente, el 11 de diciembre, Burleson aceptó la mayoría de las peticiones mexicanas, entre los que quedó la libertad condicional de 550 soldados mexicanos, que finalmente marcharon de vuelta a la Ciudad de México.

## Consecuencias
La captura de Béjar terminó con una sorprendente victoria de los texanos. Un pequeño ejército de voluntarios indisciplinados derrotó a un mayor y mejor capacitado ejército mexicano. Los texanos han sufrido el mayor número total de 70 bajas durante el sitio, en tanto que los mexicanos tuvieron alrededor de 150 bajas. Muchos creían que la guerra había terminado y regresado a sus hogares. Una guarnición fue a la izquierda en la Misión del Álamo, que se convertiría en el escenario de la batalla más famosa del conflicto.